# Nomada timberlakei
Nomada timberlakei là một loài Hymenoptera trong họ Apidae. Loài này được Broemeling mô tả khoa học năm 1989.